# Betriebsgattungszeichen
| Tabelle der Lokomotivgattungen | Tabelle der Lokomotivgattungen | Tabelle der Lokomotivgattungen |
| ------------------------------ | ------------------------------ | ------------------------------ |
| Zeichen                        | Lokomotivtyp                   | Baureihen                      |
| S                              | Schnellzuglokomotive           | 01 bis 19                      |
| P                              | Personenzuglokomotive          | 20 bis 39                      |
| G                              | Güterzuglokomotive             | 40 bis 59                      |
| St                             | Schnellzugtenderlok            | 60 bis 79                      |
| Pt                             | Personenzugtenderlok           | 60 bis 79                      |
| Gt                             | Güterzugtenderlok              | 80 bis 96                      |
| Z                              | Zahnradlokomotive              | 97                             |
| L                              | Lokalbahnlokomotive            | 98                             |
| K                              | Schmalspurlokomotiven          | 99                             |

Das Betriebsgattungszeichen der Deutschen Reichsbahn war ein Bezeichnungssystem für Dampflokomotiven. Damit war es möglich Lokomotiven unterschiedlicher Bauart mit gleichen Betriebseigenschaften zu kennzeichnen. Damit wurde der Einsatz der unterschiedlichen Dampflokomotiven der früheren Länderbahnen erleichtert.
Das System wurde 1924 eingeführt und bestand aus vier Teilen.
1. Einem Buchstaben aus der nebenstehenden Tabelle, der den Loktyp spezifiziert (Schnellzuglok, Personenzuglok usw.).
2. Einer meist zweistelligen Zahl, die in ihrer ersten Stelle die Anzahl der gekuppelten Achsen anzeigt und in der zweiten die Gesamtzahl der Achsen der Lokomotive. Die Achsen von Schlepptendern werden hierbei nicht berücksichtigt.
3. Getrennt durch einen Punkt wird die Achslast der Treibachsen in Tonnen angegeben.
4. Wird von zum Fahrzeug gehörenden Teilen die Fahrzeugbegrenzungslinie überschritten, so wird dies mit einem Dreieck über der Achslast gekennzeichnet (Foto rechts). Überragt in diesem Fall nur ein entfernbarer Schornsteinaufsatz die Fahrzeugbegrenzungslinie, so wird das mit einem zusätzlichen Balken über der Spitze des Dreiecks gekennzeichnet (Foto links).

Es war vorgesehen, die Gattungszeichen auch auf die Elektrolokomotiven anzuwenden. Da diese aber universeller einsetzbar sind, wurde dieses Vorhaben aufgegeben.

## Beispiel
Eine Schnellzuglokomotive der Baureihe 01 hat folgendes Gattungszeichen: S36.20.
Das bedeutet: Schnellzuglokomotive  mit 3 gekuppelten Achsen, insgesamt 6 Achsen und einer Achslast von 20 Tonnen.

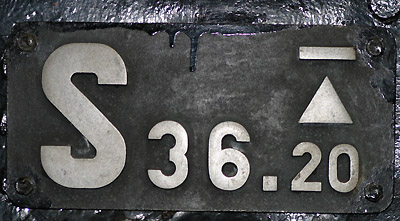
Gattungszeichen an einer Dampflok der Baureihe 01
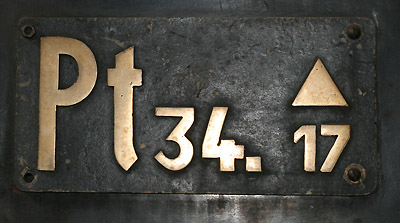
Gattungszeichen an einer Dampflok der Baureihe 74